# Gerhard Boldt (Offizier)
Gerhard Boldt (* 24. Januar 1918 in Lübeck; † 7. Mai 1981 ebenda) war ein deutscher Rittmeister der Reserve und Autor. Boldt gilt als Zeitzeuge der letzten Tage in der Reichskanzlei.

## Leben
Im Zweiten Weltkrieg kämpfte „Boldt in Frankreich, Rußland und Ungarn.“ Am 18. April 1943 war ihm als Oberleutnant der Reserve und Führer der 3. Kompanie der Aufklärungs-Abteilung 158 an der Ostfront das Ritterkreuz des Eisernen Kreuzes verliehen worden.
Ende 1944 war Gerhard Boldt als Referatsleiter im OKH in der Abteilung Fremde Heere Ost direkt Reinhard Gehlen unterstellt, welcher später den Bundesnachrichtendienst aufbaute. Danach wurde er als „O I“ zum Generalstab (unter Heinz Guderian) in Zossen abkommandiert, kam ab Anfang Februar 1945 mit zur „Führerlage“ in Berlin und wurde ab dem 22. April 1945 gemeinsam mit Bernd Freytag von Loringhoven, dem (ehemaligen) Adjutanten Guderians, in die Reichskanzlei zur Vorbereitung der Lagevorträge im Führerbunker beordert. Am 29. April konnten beide auf ihren Vorschlag hin und mit der Bewilligung Hitlers, den General Wenck, Kommandeur der 12. Armee, „über die Lage in Berlin und der Reichskanzlei unmißverständlich zu unterrichten [...] und ihm beim weiteren Angriff auf Berlin als Führer zu dienen“, aus der eingeschlossenen Stadt entkommen. Wenck war jedoch nicht mehr zu erreichen. In der „Nacht versuchte Boldt, während sie sich in einem Deckungsgraben in einem Wald versteckten, Selbstmord zu begehen, indem er eine Überdosis Morphium nahm. Von Freytag-Loringhoven zwang ihn, das Ganze wieder zu erbrechen, und rettete so sein Leben. Dann zogen sie nach Westen weiter, wichen russischen Patrouillen aus, durchschwammen Flüsse, bis sie sich im westlichen Gebiet trennten, um in westliche Gefangenschaft zu geraten.“
Boldt war derjenige Offizier, der am 26. April nach dem Ausfall fast aller Verbindungen zu kämpfenden Einheiten „das noch einigermaßen intakte Telefonnetz in der Stadt Berlin“ nutzte, um Frontverläufe und Positionen festzustellen.

## Veröffentlichungen (Auswahl)
- Die letzten Tage der Reichskanzlei. Rowohlt, Hamburg-Stuttgart 1947.
- Hitler: Die letzten Tage in der Reichskanzlei. Ullstein, 1973, ISBN 3-550-07295-3.
- Mit Alfons Schulz: Drei Jahre in der Nachrichtenzentrale des Führerhauptquartiers. Christiana-Verlag 1997, ISBN 3-7171-1028-4.